# تاكوتو هوندا
تاكوتو هوندا (باليابانية: 本多 琢人) (مواليد 28 مايو 1995) هو لاعب كرة قدم ياباني.

## وصلات خارجية
- تاكوتو هوندا على موقع رابطة كرة القدم اليابانية للمحترفين (اليابانية)
- تاكوتو هوندا على موقع قاعدة بيانات كرة القدم.إي يو (الإنجليزية)
- تاكوتو هوندا على موقع Soccerway.com (الإنجليزية)
- تاكوتو هوندا على موقع عالم كرة القدم.نت (الإنجليزية)